# 平二
平二（长蛇座π，π Hya）是长蛇座的一颗橙色巨星，光谱型为K2，视星等为+3.25，距离地球约100光年。